# Tufton Beamish
Tufton Beamish (n. 27 ianuarie 1917 – d. 6 aprilie 1989) a fost un ofițer și om politic britanic, membru al Parlamentului European în perioada 1973-1979 din partea Regatului Unit. 
1. 1 2  „Tufton Beamish”, Gemeinsame Normdatei, accesat în 14 mai 2014
2. 1 2  Tufton Victor Hamilton Beamish, Baron Chelwood, The Peerage, accesat în 9 octombrie 2017
3. 1 2 3 4  The Peerage
4. 1 2 3 4 5 6 7 8  Hansard 1803–2005